# Кларкстон-Гайтс-Вайнленд (Вашингтон)
Кларкстон-Гайтс-Вайнленд (англ. Clarkston Heights-Vineland) — переписна місцевість (CDP) в США, в окрузі Асотин штату Вашингтон. Населення — 7275 осіб (2020).

## Географія
Кларкстон-Гайтс-Вайнленд розташований за координатами 46°23′15″ пн. ш. 117°4′59″ зх. д. / 46.38750° пн. ш. 117.08306° зх. д. (46.387589, -117.083138).  За даними Бюро перепису населення США в 2010 році переписна місцевість мала площу 15,60 км², уся площа — суходіл.

## Демографія
Згідно з переписом 2010 року, у переписній місцевості мешкало 6326 осіб у 2596 домогосподарствах у складі 1902 родин. Густота населення становила 405 осіб/км².  Було 2713 помешкання (174/км²).
Расовий склад населення:
| - 96,3 % — білих - 0,8 % — корінних американців - 0,5 % — азіатів - 0,2 % — чорних або афроамериканців - 0,1 % — вихідців з тихоокеанських островів |

До двох чи більше рас належало 1,8 %. Частка іспаномовних становила 2,2 % від усіх жителів.
За віковим діапазоном населення розподілялося таким чином: 21,1 % — особи молодші 18 років, 57,4 % — особи у віці 18—64 років, 21,5 % — особи у віці 65 років та старші. Медіана віку мешканця становила 47,7 року. На 100 осіб жіночої статі у переписній місцевості припадало 97,7 чоловіків;  на 100 жінок у віці від 18 років та старших — 94,4 чоловіків також старших 18 років.
Середній дохід на одне домашнє господарство  становив 75 575 доларів США (медіана — 63 309), а середній дохід на одну сім'ю — 83 482 долари (медіана — 73 115). Медіана доходів становила 54 883 долари для чоловіків та 43 088 доларів для жінок. За межею бідності перебувало 9,3 % осіб, у тому числі 11,5 % дітей у віці до 18 років та 9,7 % осіб у віці 65 років та старших.
Цивільне працевлаштоване населення становило 2836 осіб. Основні галузі зайнятості: освіта, охорона здоров'я та соціальна допомога — 31,6 %, виробництво — 15,8 %, роздрібна торгівля — 12,6 %.